# Trump National Doral Miami
El Trump National Doral Miami es un campo de golf en el sureste de Estados Unidos, que se encuentra en Doral, al sur del estado de la Florida. Fue fundado por el pionero de bienes raíces Alfred Kaskel en 1962, con el nombre de " Doral" que viene de una fusión de los primeros nombres de Kaskel y su esposa, Dorris. Actualmente cuenta con 90 hoyos de golf y su campo de campeonato es el Blue Monster at Doral .
Trump Nacional Doral Miami, antes conocido como el Doral Country Club y Doral Golf Resort & Spa , fue el hotel asociado al famoso Doral Hotel en el océano en Miami Beach, Florida.
Trump Nacional Doral Miami es hoy parte de la Organización Trump. Según los informes, fue comprado por $ 150 millones en 2011. Desde 2012, la Organización Trump ha invertido más de $ 250 millones en obras de mejoras.